# Franz Kurzmeyer

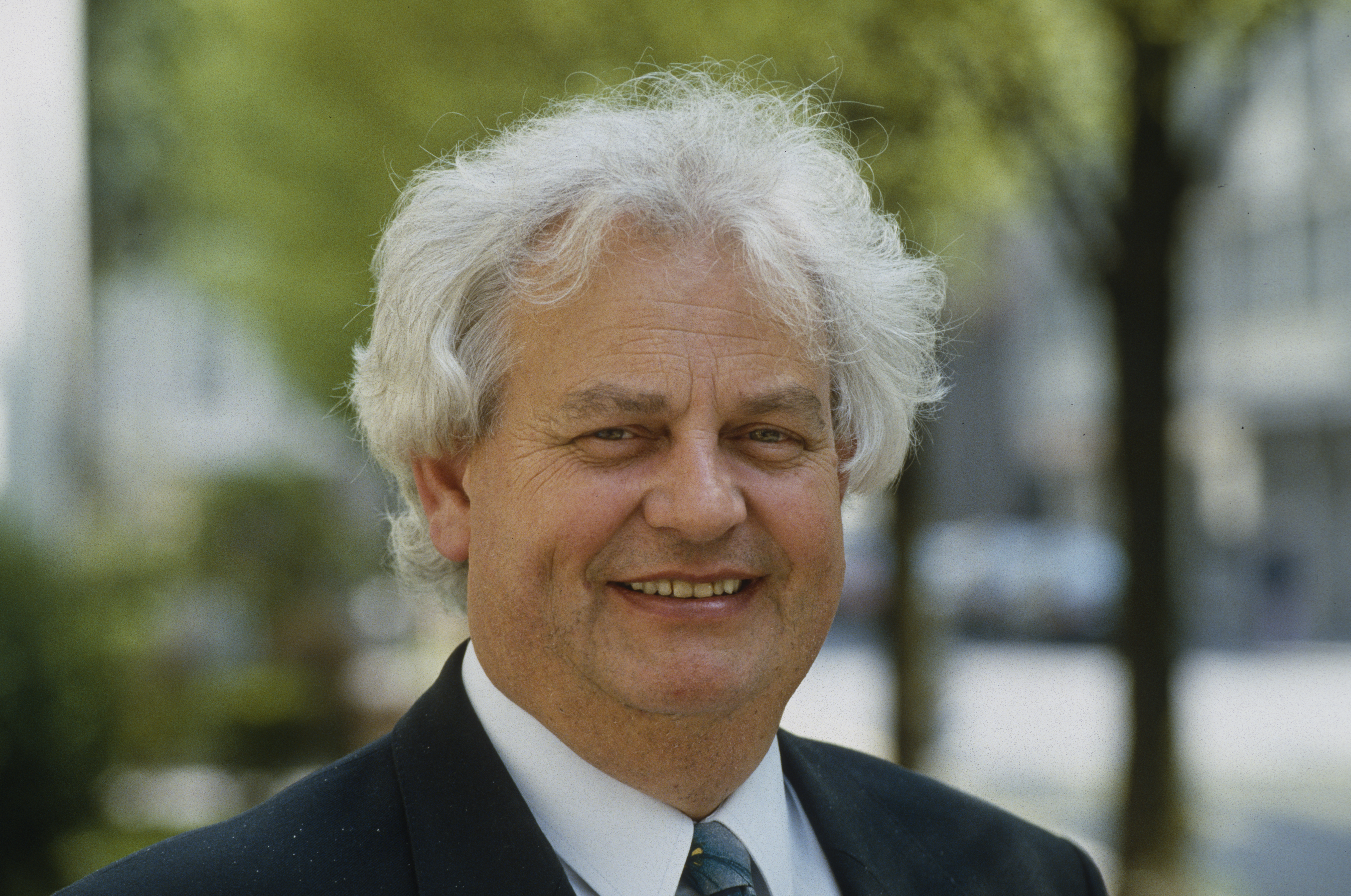
Franz Kurzmeyer (1991)

Franz Kurzmeyer (* 29. August 1935 in Luzern; † 10. Januar 2024 ebenda; heimatberechtigt in Luzern und Roggliswil) war ein Schweizer Politiker (FDP).

## Biografie
Franz Kurzmeyer kam am 29. August 1935 in Luzern als Sohn des Werner Kurzmeyer und der Louise Schütz zur Welt. Er besuchte die Schulen in Luzern und bestand an der Kantonsschule Luzern die Matura. Kurzmeyer absolvierte ein Studium der Rechte an der Universität Zürich und erlangte danach das Anwaltspatent. Ab 1965 arbeitete er als Obergerichtsschreiber im Kanton Luzern. Von 1967 bis 1976 war er Amtsrichter und zeitweise Amtsgerichtspräsident. Vom 9. April 1976 bis zum 22. Mai 1984 war er Oberrichter des Kantons Luzern.
Kurzmeyer amtierte als Präsident des Pensioniertenvereins der Stadt Luzern und als Präsident des Arbeitsausschusses städtischer Personalverbände. Im militärischen Bereich erreichte er den Rang eines Hauptmanns.
Kurzmeyer stammte aus einer Politikerdynastie. Sein Grossvater Otto Kurzmeyer war Luzerner Stadtrat und Grossrat (heute Kantonsrat). Sein Vater Werner Kurzmeyer war Regierungsrat des Kantons Luzern und Mitglied des Nationalrats. Franz Kurzmeyer war auf kantonaler Ebene zwischen 1971 und 1976 Mitglied des Luzerner Grossen Rats (heute Kantonsrat). Er wurde 1984 in den Luzerner Stadtrat (Stadtregierung) gewählt. Nach dem überraschenden Tod von Matthias Luchsinger wurde er 1984 Stadtpräsident von Luzern. Dieses Amt übte er bis 1996 aus. In diese Zeit fielen der Brand der Kapellbrücke am 18. August 1993 und der Baubeginn des Kultur- und Kongresszentrums.
Kurzmeyer heiratete Annemarie Christ und war dreifacher Vater. Er starb 88-jährig in der Residenz Sonnmatt.